# Saint-Germain-de-Joux
Saint-Germain-de-Joux – miejscowość i gmina we Francji, w regionie Owernia-Rodan-Alpy, w departamencie Ain.

## Demografia
Według danych na styczeń 2012 roku gminę zamieszkiwały 462 osoby, a gęstość zaludnienia wynosiła 41 osób/km².